# NGC 1347-1
NGC 1347-1 هو اصطدام مجري، يقع في كوكبة النهر. اكتشف في 1886، واكتشف في 15 ديسمبر 1876 . وقد اكتشفه فرانسيس بريسيرفد ليفنوورث .

## روابط خارجية
- NGC 1347-1 على موقع ويكي سكاي: DSS2, SDSS, GALEX, IRAS, Hydrogen α, X-Ray, Astrophoto, Sky Map, Articles and images